# Związek Polskich Korporacji Akademickich
Związek Polskich Korporacji Akademickich (ZPKA) – organizacja zrzeszająca część korporacji działających w Polsce. Należą do niego obecnie ZAG Wisła, Aquilonia, Baltia, Cresovia Leopoliensis i Magna Polonia Vratislaviensis.

## Cele
Związek stawia sobie następujące cele:
1. Szerzenie idei korporacyjnej i organizowanie nowych Korporacji wśród polskiej młodzieży akademickiej
2. Uzgadnianie celów, środków i organizacji nowo powstających Korporacji z zasadami przyjmowanymi w tym względzie przez już istniejące Korporacje zrzeszone w Związku
3. wspólną pracę nad udoskonaleniem Polskich Korporacji Akademickich
4. pomoc moralną i materialną Korporacjom wchodzącym w skład Związku
5. koordynowanie działań Korporacji Związkowych
6. prowadzenie działalności edukacyjnej.

## Historia
W roku 1921 odbył się pierwszy ogólnopolski zjazd z udziałem 7 korporacji, którego efektem stało się powołanie do życia ZPKA.
Szybko zaznaczył się w ZPKA podział na korporacje „stare” (powołane przed I wojną światową) i „młode” (powołane w latach 20.). Różniła je liczba członków, zamożność samych korporacji i ich członków, a także środowiska z jakich się wywodzili oraz poglądy polityczne. Korporacje „stare”, założone w XIX wieku były bardzo dużymi i bogatymi organizacjami, których członkowie zajmowali poczesne miejsce w społeczeństwie. Rodziło to naturalny konserwatyzm i niechęć do narodowo-radykalnych poglądów często reprezentowanych w zdominowanych przez młodzież korporacjach „młodych”. Nie oznaczało to oczywiście, że także wśród młodych członków korporacji „starych” nie zdarzali się działacze zaangażowani w organizacje o charakterze radykalnym.
Mimo kontrowersji w okresie międzywojennym postępował szybki rozwój ZPKA. Tworzyły się nowe korporacje, które zgłaszały swój akces do Związku. Z grona 7 korporacji- założycieli, organizacja rozrosła się w 1923 roku do 30 korporacji, w 1925 roku liczyła ich już 46 a w 1927 roku do ZPKA zgłoszone były 73 stowarzyszenia. 
Władzą zwierzchnią organizacji było prezydium. Struktura wewnętrzna rozbijała się na kilka regionalnych środowisk, w których istniały Koła Międzykorporacyjne, składające się z delegatów poszczególnych korporacji. Sieć terenowa Związku obejmowała osiem ośrodków akademickich w Warszawie, Krakowie, Poznaniu, Lwowie, Wilnie, Cieszynie, Lublinie i Gdańsku.
Na XI Zjeździe w 1933 doszło do rozłamu w ZPKA. Doszło do niego na tle różnic w nastawieniu i taktyki wobec władz sanacyjnych. Kontrowersje były na tyle duże, że po wyjątkowo gwałtownej dyskusji 12 korporacji „starych”, pod przywództwem Arkonii i Welecji, opuściło Zjazd. Rozłam trwał do grudnia 1938, kiedy to Arkonia i Jagiellonia powróciły do Związku. Nigdy nie pojednał się z „młodymi” korporacjami najstarszy Konwent Polonia, który do końca odcinał się od Wileńskiego Koła Międzykorporacyjnego.
Działalność Związku zawiesił wybuch II wojny światowej, a w okresie PRL związek nie mógł prowadzić normalnej działalności na uczelniach. Praktycznie, poza podtrzymywaniem więzi kartelowych pomiędzy niektórymi organizacjami, nie istniały kontakty międzykorporacyjne.
Przywrócenie działalności nastąpiło, kiedy w latach 90. odrodził się studencki ruch korporacyjny. Związek został reaktywowany przez część działających w Polsce korporacji w 1999 roku. Organizacja wydaje kwartalnik Biuletyn Korporacyjny.